# بلدة ماريون (مقاطعة أوسيولا)
ماريون، مقاطعة أوسيولا (بالإنجليزية: Marion Township, Osceola County, Michigan)‏ هي بلدة تقع بولاية ميشيغان في الولايات المتحدة. تبلغ مساحتها 96 (كم²)، وترتفع عن سطح البحر 342 م، بلغ عدد سكانها 1580 نسمة في عام تعداد الولايات المتحدة 2000 حسب إحصاء مكتب تعداد الولايات المتحدة وتصل الكثافة السكانية فيها 16.5 نسمة/كم2.

## وصلات خارجية
- The US50 - Cities and Towns in Michigan State
- Michigan Cities and Towns, Facts, Map, Flag, Colleges, Government, and More